# Justus Corthum (Geistlicher, 1653)
Justus Corthum (* 2. April 1653 in Steinkirchen; † 6. Mai 1724 in Hamburg) war ein deutscher evangelisch-lutherischer Geistlicher.

## Herkunft und Familie
Corthum war ein Sohn des Pastors und Propstes in Steinkirchen Jodocus Corthum († 1670) und dessen Frau Barbara Sillem (1611–1680), eine Tochter des Hamburger Kaufmanns Hinrich Sillem († 1617).
Corthum verheiratete sich am 31. Juli 1683 in Hamburg mit Anna Elisabeth Lütkens († 1700), eine Tochter des Hamburger Kaufmanns Lucas Lütkens. Von seinen Söhnen wurde Justus Prediger an Sankt Nicolai in Altengamme und Lucas Hamburger Bürgermeister.

## Leben
Nach seiner Schulbildung studierte Corthum bei Christian Donati und Christian Friedrich Bücher an der Universität Wittenberg und schloss sein Studium am 31. März 1675 als Magister ab.
Nach seinem Studium wurde er Kandidat des Hamburger Ministeriums, im Jahr 1680 Adjunkt des Pastors in Sülfeld und 1682 dessen Nachfolger. Nach 15 Jahren in Sülfeld wurde er am 22. Dezember 1695 zum Prediger an der Hauptkirche Sankt Nikolai in Hamburg gewählt und am 13. März 1696 in sein Amt eingeführt. Später stieg er zum Archidiakon an dieser Kirche auf und verwaltete dieses Amt bis zu seinem Tod im Jahr 1724.

## Werke (Auswahl)
- Dissertatio philosophica de aeternitate. Johann Wilcke, Wittenberg 1674 (Digitalisat auf den Seiten der Bayerischen Staatsbibliothek).
- Dissertatio politica II. de regno Jeroboami. Johann Hake, Wittenberg 1675 (Digitalisat auf den Seiten der Bayerischen Staatsbibliothek).